# Ulrika Nielsen
Ulrika Iréne Nielsen, född 18 juli 1974 i Nykarleby, är en finlandssvensk författare. 
Nielsen är bosatt i Sundbyberg. Hon har studerat vid Åbo Akademi och blev fil. mag. i litteraturvetenskap 1999 samt läste litterär gestaltning vid Göteborgs universitet åren 2002–2004. Sedan 2019 driver hon Ellips förlag tillsammans med poeterna Ralf Andtbacka och Catharina Gripenberg.
År 2000 fick Nielsen Arvid Mörne-priset för sina dikter och debuterade året därpå med romanen Små springor som värmen tränger ut ur. Därefter har hon gett ut ett tiotal verk i olika genrer; kortprosa, poesi och essäistik. Nielsen har belönats med ett flertal litterära priser. 2019 tilldelades hon Längmanska kulturfondens Finlandspris, i vars motivering det står att hon "på ett poetiskt, pregnant och ofta överraskande språk skriver fram egna litterära former i gliporna mellan genrer och konventioner." Den lyriska essän Tingen nominerades till Runebergspriset 2022.

## Priser och utmärkelser
- Arvid Mörne-priset 2000 (dikter)
- Svenska litteratursällskapets pris 2007 för Mellan Linn Sand.
- Svenska Yles litteraturpris 2015 för Undergången.
- Svenska litteratursällskapets pris för Ömhetsmarker 2017.
- Längmanska kulturfondens Finlandspris 2019.
- Tingen nominerades till Runebergspriset 2022.
- Svenska litteraturällskapets pris för Tingen 2023.